# FC Groningen (vrouwenvoetbal)
FC Groningen Vrouwen is een Nederlands vrouwenvoetbalteam uit het Groningse Groningen, onderdeel van FC Groningen, welke wordt opgericht per 1 juli 2025. De club zal vanaf het seizoen 2025/26 haar intrede doen in de Vrouwen Eerste divisie.
Groningen begon in 2021 een onderzoek naar de haalbaarheid van vrouwenvoetbal binnen de club wat in 2022 resulteerde in de oprichting van een meidentak binnen de jeugdopleiding. Op het moment van aankondiging tot de toetreding van het betaald voetbal voor vrouwen beschikte de club over een trainingsgroep voor meiden onder 13 en 14 en een volwaardig Onder 17-elftal. Naar een definitieve speel- en trainingslocatie moest nog worden gezocht, maar vanuit FC Groningen was er een sterke voorkeur voor Sportpark Corpus den Hoorn waar ook de mannentak is gevestigd.
Op 24 april 2025 vond FC Groningen in Atty Eelkema haar eerste hoofdtrainer.

## Eerste elftal

### Staf
| Naam            | Nationaliteit | Functie      | Sinds | Contract     | Vorige club |
| --------------- | ------------- | ------------ | ----- | ------------ | ----------- |
| Technische Staf |               |              |       |              |             |
| Atty Eelkema    | Nederland     | Hoofdtrainer |       | 30 juni 2027 |             |

Laatste update: 24 april 2025

## Overzichtslijsten

### Competitie
Geen data om weer te geven.
- 2025–heden: FC Groningen